# Crimine organizzato polacco-americano
Crimine organizzato polacco-americano è il nome con cui si identificano le organizzazioni criminali composte da persone di origine polacca ed operanti negli Stati Uniti perlopiù tra il XX e il XXI secolo.
Sebbene non sia salita alle cronache americane come le organizzazioni criminali russa, italo-americana, irlandese o ebrea, la criminalità polacca vanta una discreta presenza nelle comunità polacco-americane.

## Storia
Durante il periodo del proibizionismo il criminale Meyer Lansky, un ebreo bielorusso di origini polacche, fu uno dei capi del sindacato del crimine nazionale.

## Gruppi criminali
- Kielbasa Posse
- Greenpoint Crew
- Korney Gang